# Љубачево
Љубачево је насељено мјесто и мјесна заједница на подручју града Бање Луке, Република Српска, БиХ.

## Географија
У Љубачеву се налази пећина Љубачево.

## Становништво
|             | 2013.        | 1991.        | 1981.        | 1971.        |
| Укупно      | 463 (100,0%) | 663 (100,0%) | 746 (100,0%) | 818 (100,0%) |
| Срби        | 463 (100,0%) | 652 (98,34%) | 731 (97,99%) | 809 (98,90%) |
| Југословени | –            | 6 (0,905%)   | 11 (1,475%)  | 7 (0,856%)   |
| Остали      | –            | 3 (0,452%)   | 4 (0,536%)   | 2 (0,244%)   |
| Хрвати      | –            | 2 (0,302%)   | –            | –            |

| Демографија | Демографија | Демографија |
| Година      | Становника  | Становника  |
| ----------- | ----------- | ----------- |
| 1961.       | 881         |             |
| 1971.       | 818         |             |
| 1981.       | 746         |             |
| 1991.       | 663         |             |